# Semiothisa clasma
Semiothisa clasma là một loài bướm đêm trong họ Geometridae.